# توم باس
توم باس (بالإنجليزية: Tom Bass) هو مدرب خيول أمريكي، ولد في 5 يناير 1859 في مقاطعة بون في الولايات المتحدة، وتوفي في 4 نوفمبر 1934.